# Croton lawianus
Espèce
Statut de conservation UICN

 CR B1+2c : 
En danger critique
Croton lawianus est une espèce de plantes à fleurs du genre Croton et de la famille Euphorbiaceae présente en Inde (Karnataka).
Il a pour synonyme :
- Trigonostemon lawianus, (Nimmo ex Dalzell et A.Gibson) Müll.Arg.